# Орешковский сельсовет (Лотошинский район)
Орешковский сельсовет — упразднённая административно-территориальная единица, существовавшая на территории Московской губернии и Московской области до 1954 года.
Горский сельсовет был образован в первые годы советской власти. По данным 1922 года он входил в состав Лотошинской волости Волоколамского уезда Московской губернии.
В 1924 году Горский с/с был преобразован в Воробьёвский сельсовет, а в 1925 году — в Орешковский сельсовет.
По данным 1926 года в состав сельсовета входили 3 населённых пункта — Орешково, Воробьёво и Горы-Мещерские, а также 1 хутор.
В 1929 году Орешковский с/с был отнесён к Лотошинскому району Московского округа Московской области.
14 июня 1954 года Орешковский с/с был упразднён, а его территория была объединена с территорией Агнищевского с/с в новый Ушаковский с/с.